# Euromanis
Euromanis is een geslacht van uitgestorven schubdieren en leefde in het Eoceen in Europa. De typesoort is Euromanis krebsi.

## Fossiele vondsten
Fossielen van Euromanis zijn gevonden in de Messelgroeve in Duitsland. Het schubdier leefde samen met twee verwanten, Eomanis en Eurotamandua.

## Kenmerken
Euromanis was 70 centimeter lang en had in tegenstelling tot de moderne schubdieren geen schubben op het lichaam.

## Taxonomie
In 1994 werd het fossiel van Euromanis wetenschappelijk beschreven en destijds werd gedacht dat het om een nieuwe soort uit het geslacht Eomanis ging. In 2009 werd de soort ingedeeld in het eigen geslacht Euromanis. Euromanis is het basaalste schubdier en daarmee de primitiefste vorm binnen de Pholidota.